# 중앙병역판정검사소
중앙병역판정검사소(中央兵役判定檢査所)는 대한민국 병무청의 소속 기관이다. 2022년 12월 31일 발족하였으며, 본청은 대구광역시 동구 신서동 신서혁신도시에 있다. 소장은 서기관으로 보하되, 임기제공무원으로 보할 수 있다.
검사소 바로 옆에 대구경북지방병무청이 있다.

## 직무
- 지방병무청장이 신체검사 및 심리검사를 의뢰한 자의 신체등급 판정사무에 관한 사항
- 신체검사 및 심리검사 계획의 수립 및 실시
- 신체검사 및 심리검사와 관련한 자료 등 기록·유지 및 관리
- 지정병원 위탁검사의 실시
- 병역판정검사 장비의 유지 및 관리
- 신체검사 및 심리검사 관련 의료기술 분야 교육에 관한 사항
- 그 밖에 병무청장이 지정하는 신체검사 및 심리검사에 관한 사항

## 연혁
- 2001년 12월 31일: 병무청 소속으로 중앙신체검사소 설치.[3]
- 2013년 1월 30일: 서울특별시 영등포구 신길동 서울지방병무청 청사에서 대구광역시 동구 신서동 신서혁신도시로 이전.[4][5]
- 2022년 12월 31일: 중앙병역판정검사소로 개편.[6]

## 조직
청장 산하에 운영지원과ㆍ병역판정검사과를 둔다.